# Our Christmas
Our Christmas – album studyjny szwedzkich piosenkarek Sanny Nielsen, Shirley Clamp i Sonji Aldén, wydany 19 listopada 2008 przez wytwórnię Lionheart International.
Album składa się z dwunastu kompozycji o charakterze świątecznym, które są coverami popularnych anglojęzycznych świątecznych utworów. Płyta była notowana na 1. miejscu na oficjalnej szwedzkiej liście sprzedaży i uzyskała certyfikat platynowej za sprzedaż w nakładzie przekraczającym 40 tysięcy sztuk. Wydawnictwo znalazło się na 6. miejscu najlepiej sprzedających się albumów w Szwecji w 2008 roku.
Krążek promowały 2 single: „All I Want for Christmas Is You” i „My Grown Up Christmas List”.

## Lista utworów
Opracowano na podstawie materiałów źródłowych.
1. „Another Winter Night” (Sanna Nielsen, Shirley Clamp i Sonja Aldén) – 3:30
2. „All I Want for Christmas Is You” (Sanna Nielsen) – 4:09
3. „Oh Holy Night” (Shirley Clamp) – 4:47
4. „Ave Maria” (Sonja Aldén) – 5:02
5. „My Grown Up Christmas List” (Sanna Nielsen, Shirley Clamp i Sonja Aldén) – 4:45
6. „The Christmas Song” (Sanna Nielsen, Shirley Clamp i Sonja Aldén) – 4:16
7. „Have Yourself a Merry Little Christmas” (Sanna Nielsen) – 3:56
8. „This Christmas” (Shirley Clamp) – 3:31
9. „Driving Home for Christmas” (Sonja Aldén) – 4:05
10. „Light a Candle” (Sanna Nielsen, Shirley Clamp i Sonja Aldén) – 3:39
11. „Silent Night” (Sanna Nielsen, Shirley Clamp i Sonja Aldén) – 3:55
12. „The First Noel” (Sanna Nielsen, Shirley Clamp i Sonja Aldén) – 3:24

## Listy przebojów
| Kraj | Lista             | Pozycja | Źr.   |
| ---- | ----------------- | ------- | ----- |
| SWE  | Sverigetopplistan | 1       | [ 4 ] |

| Kraj | Lista sprzedaży   | Pozycja | Źr.   |
| ---- | ----------------- | ------- | ----- |
| SWE  | Sverigetopplistan | 6       | [ 7 ] |

## Certyfikacje
| Certyfikat      | Sprzedaż | Źr.         |
| --------------- | -------- | ----------- |
| platynowa płyta | 40 000   | [ 5 ] [ 6 ] |